# Prodermina
Prodermina, smoła węgla kamiennego, maź pogazowa (inne nazwy i synonimy: farm. proderminum, pix lithanthracis FP II, DAC 2005, syn. oleum lithanthracis, pix carbonis, pix mineralis, pyroleum lithanthracis, pix mineralis, niem. Steinkohlenteer, ang. coal tar) – określenie smoły pogazowej spełniającej wymagania farmakopealne, mającej zastosowanie w medycynie. W Polsce wymagania jakościowe na stan obecny (2024) określa Farmakopea Polska II. Wchodzi w skład preparatu galenowego liquor carbonis detergens.
Brunatnoczarna lub czarna, gęsta ciecz o swoistej, przyswędkowej woni, przypominającej woń naftalenu. W cienkich warstwach jest żółtawobrunatna. Niemal całkowicie rozpuszczalna w chloroformie i benzenie. Częściowo rozpuszcza się w spirytusie i eterze. Miesza się z tłuszczami, olejami tłustymi, wazeliną.
Prodermina zawiera wiele związków, m.in. fenole, benzen, toluen, chinolinę, ksylen, etylobenzen, nitrobenzen, mezytylen, kumen, styren, inden, anilinę, tiofen, disiarczek węgla, pirydynę, pirol, naftalen, toluidynę, krezole, kumarynę, indol, antracen, fenantren, karbazol, akrydynę, naften, chryzen, iren, fluoren i in.
Bogaty skład chemiczny zapewnia wielokierunkowe działanie farmakologiczne. Zastosowana miejscowo wykazuje w mniejszych stężeniach (1–5%) działanie keratoplastyczne, odkażające i przeciwświądowe. W większych stężeniach (10–20%) wykazuje silne działanie redukujące, które polega na odbieraniu tlenu z tkanek, zwłaszcza chorobowo zmienionych i utlenianiu się. Powoduje to osłabienie procesów życiowych skóry i zahamowanie czynności mitotycznych naskórka.
Prodermina znalazła zastosowanie w dermatologii (maści, pasty, mazidła olejowe, roztwory chloroformowe) w leczeniu wielu chorób skóry, m.in. łuszczycy, zlichenifikowanego przewlekłego wyprysku, grzybicy, drożdżycy skóry, liszajów, świerzbiączki. Ze względu na potencjalne działanie kancerogenne proderminy (i innych smół) ograniczono ich zastosowanie w lecznictwie. Obecnie używa się zmniejszone stężenia terapeutyczne (2–5%), a także wprowadza się do obrotu preparaty z frakcją wysoko oczyszczoną, tzw. smołę węglową odbarwioną. Niekiedy jednak (głównie w lecznictwie zamkniętym) mogą być używane wyższe stężenia proderminy, tj. 10–20%, a nawet prodermina w postaci nieprzetworzonej (per se).

## Preparaty dostępne w Polsce
- Pix lithanthracis (proderminum) – surowiec farmaceutyczny do receptury aptecznej[3]